# Chmieliska
Chmieliska (ukr. Хмелиська) – wieś na Ukrainie w rejonie tarnopolskim należącym do obwodu tarnopolskiego.
W czasach II Rzeczypospolitej w składzie gminy Bogdanówka w powiecie skałackim województwa tarnopolskiego. W 1939 r. wieś liczyła 1900 mieszkańców, w tym 72% Polaków.
W 1899 r. wzniesiono we wsi murowany kościół pw. Podwyższenia Krzyża, w 1903 erygowano parafię. Na początku 1938 ukończono budowę szkoły w Chmieliskach, której planowano nadać imię Józefa Piłsudskiego.
W latach 1940–1945 z rąk nacjonalistów ukraińskich z OUN-UPA zginęło we wsi 20 Polaków.
Do 2020 w rejonie podwołoczyskim.